# Оломоуць (хокейний клуб)
«Оломоуць» (чеськ. HC Olomouc) — хокейний клуб з міста Оломоуць, Чехія. Заснований у 1955 році.

## Історія
Клуб засновано в місті Оломоуць 1955 року. За часів Чехословаччини команда виступала в другій лізі. У 1990 році «Оломоуць» дебютував у Чехословацький хокейній лізі.
У сезоні 1993–94 років став чемпіоном Чехії.
У 1997 році продав ліцензію на участь в Екстралізі клубу «Карлові Вари», а сам натомість виступав у дивізіоном нижче.
18 квітня 2014 року «Оломоуць» повернувся до Екстраліги. У першому сезоні 2014–15 команда за підсумками регулярного чемпіонату грала в серії на виживання, де посіла перше місце залишившись у лізі.

## Домашня арена
«Зимовий стадіон Оломоуць» домашній стадіон клубу, відкритий 25 січня 1948 року, перекритий дахом у 1967 році. Арена вміщує 5500 глядачів.

## Досягнення
Чеська екстраліга
- Переможець (1): 1993–94[3]

Перша чеська ліга
- Срібний призер (2): 2012–13, 2013–14
- Бронзовий призер (3): 2007–08, 2009–10, 2011–12